# Panchlora minor
Panchlora minor es una especie de cucaracha del género Panchlora, familia Blaberidae. Fue descrita científicamente por Saussure & Zehntner en 1893.

## Distribución
Habita en Panamá.